# ايبون
ايبون مصطلح (اليابانية : 一本) وتعني حرفيا «النقطة الكاملة» وهي أعلى درجة يمكن تحقيقها في منافسة فنون الدفاع عن النفس اليابانية مثل جودو وكاراتيه أو جوجوتسو . و تلقائيا يعتبر الفوز فوري .

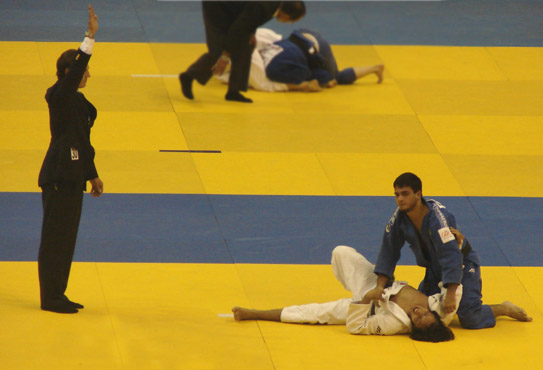
الحكم يرفع يده معلنا الفوز بالنقطة الكاملة "ايبون"

في رياضة الجودو يتم منح ايبون، عندما يقوم أحد لاعبي الجودو بتحقق واحدا من التالي:
- التثبيت الأرضي للخصم على ظهره مع لمس ظهر البساط لمدة 25 ثانية
- أو رميه باحدى الحركات الفنية بحيث تكون الرمية على ظهره تماما وان تكون في ها العناصر التالية

1- يكون في الحركة سرعة
2- يكون بها قوة